# Кемь (приток Енисея)
Кемь — река в Красноярском крае России, левый приток Енисея.
Длина реки — 356 км, площадь бассейна составляет 8940 км². Питание смешанное, преимущественно снеговое. Половодье в мае, летом возможны дождевые паводки. По данным наблюдений с 1960 по 1993 год среднегодовой расход воды в районе деревни Михайловка (141 км от устья) — 12,86 м³/с.
Основные притоки: слева — река Белая и река Тыя. Немного южнее устья Кеми находится город Енисейск.

## Притоки
(км от устья)
- 10 км: Левашовка
- 17 км: Черная
- 18 км: Потылина
- 24 км: Песчанка (длина 56 км)
- 34 км: Бобровка
- 46 км: Мокрый
- 53 км: Малая Белая (длина 72 км)
- 54 км: Тыя (длина 97 км)
- 65 км: Мостовая
- 73 км: Вшивка
- 77 км: Глуханка
- 82 км: Рыбная (Чалбышева)
- 93 км: Рыбная (Шадринка)
- 110 км: Тихоновка
- 115 км: Белая (длина 121 км)
- 141 км: Михайловка
- 144 км: Карповка
- 146 км: Степанов
- 164 км: Березовка
- 171 км: Дурновка
- 175 км: Богдановка
- 196 км: Берёзовый
- 200 км: Черемшанка
- 205 км: Язевка
- 215 км: Большая
- 218 км: Похабовка
- 245 км: Панская
- 247 км: Щелкановка
- 251 км: Талажанка
- 273 км: Караульная
- 277 км: Огнёвка
- 282 км: Борисовка
- 292 км: Листвянка
- 301 км: Туган
- 315 км: Опушка
- 334 км: Северная

## Данные водного реестра
По данным государственного водного реестра России относится к Енисейскому бассейновому округу, речной бассейн реки — Енисей, речной подбассейн реки — Бассейн притоков Енисея между участками впадения Ангары и Подкаменной Тунгуски. Водохозяйственный участок реки — Енисей от впадения реки Ангара до водомерного поста у села Ярцево.